# Берестовский сельский совет (Близнюковский район)
Берестовский сельский совет — входит в состав Близнюковского района Харьковской области Украины.
Административный центр сельского совета находится в селе Берестовое.

## История
- 1929 — дата образования.
- После 17 июля 2020 года в рамках административно-территориальной реформы по новому делению Харьковской области[2][3] данный сельский совет, как и весь Близнюковский район Харьковской области, был упразднён; входящие в совет населённые пункты и его территории присоединены к … территориальной общине Лозовского(?) района.
- Сельсовет просуществовал 91 год.

## Населённые пункты совета
- село Берестовое
- село Новосёловка
- село Остерское
- село Преображеновка
- село Тимофеевка